# Кулешов, Егор Сергеевич
Егор Сергеевич Кулешов (род. 18 февраля 1998, Ногинск, Московская область) — российский регбист, кандидат в мастера спорта, игрок команды «ВВА-Подмосковье».

## Биография

### Клубная карьера
Регби начал заниматься в 2005 году. Первый тренер - Денис Владимирович Фешин. В команде «ВВА-Подмосковье» с 2015 года. Чемпион России по регби-7 2018 года, обладатель Кубка Европейских Чемпионов по регби-7 2019 года.

### Карьера в сборной
В составе сборной России до 20 лет — бронзовый призёр Чемпионата Европы по регби-15. С 2018 года выступает за сборную России по регби-7.

## Достижения
- Чемпион России по регби-7 (2018)
- Обладатель Кубка Европейских Чемпионов по регби-7 (2019)
- Бронзовый призёр Чемпионата Европы по регби-15 среди игроков не старше 20 лет